# Покровская (Орловская область)
Покро́вская — деревня в составе Галичинского сельского поселения Верховского района Орловской области России.

## География
Расположена на берегу небольшой речки (ручья) Гадинки в 2 км от районного центра Верховья в 6 км от сельского административного центра села Скородное.

## Название
Первоначально селение имело название Гадинка от протекающей одноимённой небольшой речки (ручья), название которой в свою очередь могло быть получено от живущих в реке пиявок, ужей и прочих гадов. Другое названия получено по храму. 

## История
Упоминается в Плане дач генерального и специального межевания Новосильского уезда, где записано, что 10 августа 1775 года проводилось межевание села Гадинки с сельцом Раевка и деревней Круглой, владения капитана Ильи Петрова сына Казакова с прочими. Каменный храм во имя Покрова Пресвятой Богородицы с двумя приделами был построен в 1803 году на средства местного помещика Андрея Петровича и его жены Ирины Михайловны Казаковых. По сведениям 1895 года приход состоял из самого села и деревень: Покровских Выселок, Долгой и сельца: Алексеевки, Вышней Гадинки, Гадинки, Дмитриевского, Круглого, а также части прихожан, отчисленных по указу св. Синода из сёл: Галичья, Петушек, Скородного. Имелась земская школа и школа грамоты. По сведениям за 1915 год в самом селе насчитывалось 3 двора, проживало 14 человек и в приход входили деревни: Алексеевка, Дедов Колодезь, Дмитровка (Дмитриевка), Долгая (Долгое), Круглое, Покровские Выселки, Раевка, Семёновка, Труды. В приходе имелись две церковно-приходские и две земские школы.

## Население
| Годы      | 1857 | 1859 | 1915 | 2010 |
| --------- | ---- | ---- | ---- | ---- |
| Население | 206  | 206  | 14   | 7    |

*) Уменьшение численности к 1915 году связано скорее всего с образованием новых выселок из села.